# Dansk Filmjournal 4
|  | Denne artikel er oprettet af botten Steenthbot ud fra en ekstern database. Den kan derfor have sproglige fejl eller mangler. Denne skabelon kan fjernes efter kontrol af indholdet. |

Dansk Filmjournal 4 er en en sammenklipning  fra 1958 af ugerevyer.

## Handling
En række ugerevyindslag fra 1957-1958 klippet sammen:
Besøg i eenfamilehuset. Gaskrig mod husbukke. Radiotaarn væltet. Lyngby Station. KB-taarnet indviet. Sanering. Udstilling om byggefejl. Udstilling om eget hus. System i byggeri, udvidelse hos Lego. Det nye Grønttorv. Sjællandsbroen. Akustik, Sidney Opera House. Gamle huse.
En del af indslagene findes også på "Dansk Filmjournal 1".